# Abdij van La Ferté
De abdij van La Ferté is een cisterciënzerabdij in La Ferté-sur-Grosne in de gemeente Saint-Ambreuil in het departement Saône-et-Loire in Frankrijk. Het is in 1113 gesticht als de eerste van de vier dochterabdijen van abdij van Cîteaux gevolgd door de abdij van Morimond in 1114 en in 1115 door de abdij van Clairvaux en abdij van Morimond.

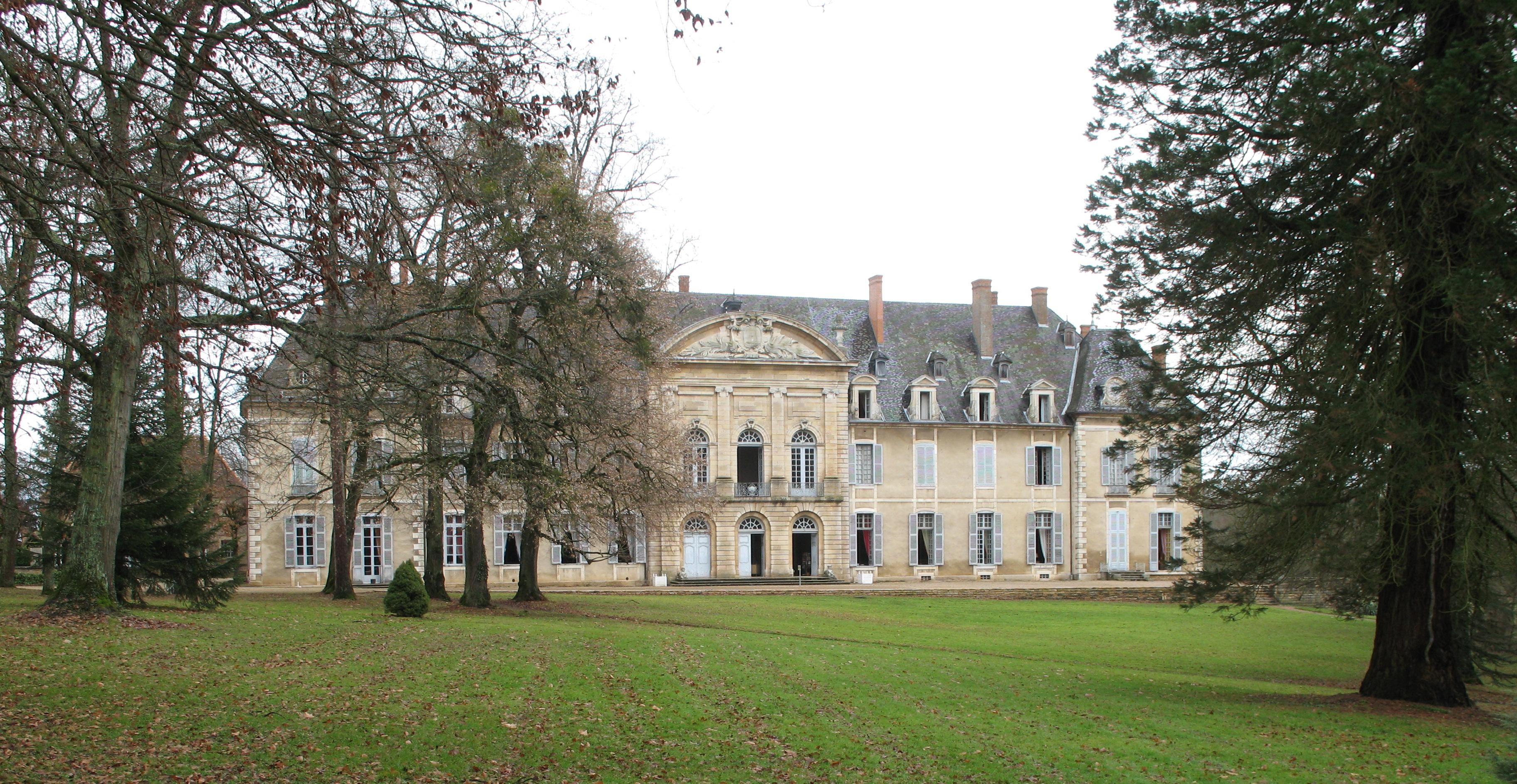
Kasteel van La Ferté, voorheen paleis van de abdij